# Jiří Polívka
Jiří Polívka (né le 6 mars 1858 à Enns, mort le 21 mars 1933 à Prague) est un slaviste, théoricien de la littérature et folkloriste tchèque. Il a publié une partie de ses écrits sous le pseudonyme de Bohdan Kamiński.

## Biographie
Après avoir fréquenté le lycée à Prague, il étudie la philologie slave à l'Université de Prague et à l'Université de Zagreb. À cette époque, il s'intéresse particulièrement aux grandes œuvres de la langue bulgare. En 1882 il présente sa thèse à l'Université de Vienne, et deux ans plus tard il obtient son doctorat à l'Université Charles de Prague. Il entreprend ensuite plusieurs voyages d'études dans les pays slaves. À partir de 1885 il enseigne les langues slaves dans diverses universités de Bohême (plus tard Tchécoslovaquie). En 1889 et 1890 il est en contact avec Alexandre Pypine, Aleksandr Vesselovsky et Nikolaï Tikhonravov à Moscou. En 1895 il est titulaire de la chaire de philologie slave à l'Université de Prague. Du 3 mars 1920 au 12 octobre 1932, il est président suppléant de l'Académie des sciences tchécoslovaque.

## Publications
Polívka est l'auteur de nombreuses études parues dans diverses revues tchèques, slovaques et étrangères dans les domaines de la linguistique, de l'histoire de la littérature des peuples slaves et de l'ethnologie slave. Il est le fondateur et l'un des rédacteurs du Národopisný věstník československý (Revue tchécoslovaque d'ethnologie), ainsi que rédacteur au Věstník slovanské filologie a starožitností (Revue de philologie et d'antiquité slaves).
Parmi ses œuvres on compte également :
- en collaboration avec Johannes Bolte : Anmerkungen zu den Kinder- und Hausmärchen der Brüder Grimm. (Notes sur les Contes de l'enfance et du foyer des frères Grimm[2]). 5 volumes publiés à Leipzig de 1913 à 1932 (réédité en 1963 à Hildesheim).
- Súpis slovenských rozprávok I-V (Inventaire des contes slovaques), Martin, 1923-1932 : il s'agit du plus important recueil scientifique de contes slovaques à ce jour.

## Sources
- (de) Cet article est partiellement ou en totalité issu de l’article de Wikipédia en allemand intitulé « Jiří Polívka » (voir la liste des auteurs).